# John Collins (cocktail)
Pour les articles homonymes, voir John Collins.
Le John Collins est un cocktail à base de bourbon ou de gin, de jus de citron, de sucre et d'eau gazeuse. Son existence est attestée dès 1869, mais dont l'origine pourrait être encore plus ancienne. Il se pourrait qu'il ait été créé par un maître d'hôtel du même nom qui travaillait au Limmer's Old House sur Conduit Street dans le quartier de Mayfair, à Londres, un lieu populaire de Londres vers les années 1790-1817,. Le John Collins est un cocktail officiel de l'IBA.

## Histoire
Le John Collins est un cocktail à base de bourbon ou de gin, de jus de citron, de sucre et d'eau gazeuse. La première recette attestée du John Collins se trouve dans le Steward and Barkeeper's Manual publié en 1869 :

« Une cuillère à café de sucre en poudre

Le jus d'un demi-citron

Un verre à vin de Old Tom Gin

Une bouteille d'eau gazeuse ordinaire

Secouez, ou remuez avec de la glace. Ajoutez une tranche d'écorce de citron pour compléter »

— Steward and Barkeeper's Manual
L'historien David Wondrich a émis l'hypothèse que la recette originale introduite à New York dans les années 1850 pouvait être très similaire aux punchs au gin servis dans les établissements londoniens, comme le Garrick's, pendant la première moitié du XIXe siècle. Wondrich précise que ces derniers étaient censés être du type « gin, jus de citron, eau gazeuse froide et Marasquin », ce qui fait référence au punch au gin.
La référence spécifique au gin Old Tom dans la recette de 1869 est la cause probable du changement de nom qui s'est produit plus tard dans la recette de Jerry Thomas de 1876, où le cocktail est appelé « Tom Collins ». De nos jours, « John Collins » fait référence à un « Tom Collins » fait avec du whisky au lieu du gin. Les versions antérieures des punchs au gin étaient probablement préparées avec du genièvre à la place.